# Ludwig Damm (Baurat)
Ludwig Damm (* 24. September 1880 in Blankenburg (Harz); † 30. Oktober 1958 in Hannover) war ein deutscher Architekt und Baubeamter.

## Leben
Sein Studium schloss er als Dipl.-Ing. ab. Von 1911 bis zu seinem Ruhestand 1947 war er als „Baupfleger“ beim Bauamt der Stadt Hannover beschäftigt, er begann als Baupolizei-Inspektor, zuletzt hatte er den Rang eines Magistratsoberbaurats.
Von 1931 bis 1934 war er Chefredakteur der Zeitschrift Bauamt und Gemeindebau.
Ludwig Damm war Mitglied im Architekten- und Ingenieur-Verein Hannover.

## Schriften
- Von alten Friedhöfen der Stadt Hannover, hrsg. vom Magistrat der Stadt Hannover. Mit einem Vorwort von Ludwig Damm [Fotos von Robert Preil]. Druck von J. C. König & Ebhardt, Hannover 1914
- Hundert Baufehler und wie man sie vermeidet! (= Der Bauwerker, Bd. 1). Verlag der Deutschen Arbeitsfront, Berlin 1938; 3. Auflage 1943
- Fehler und Schäden an Dächern und Maueranschlüssen = Vom Maurergesellen zum Polier. Praktische Durchführung der Bauarbeiten, Bd. 10, Lehrmittelzentrale der Deutschen Arbeitsfront Verlagsgesellschaft, Berlin 1941.
- Ausführungsfehler an Beton- und Stahlbetonbauten (= Bautechnische Hefte der Bau- und Ingenieurschule d.er Hansestadt Bremen, Reihe 3: Stein-, Beton- u. Stahlbetonbau, Heft 1). Industrie- und Handelsverlag W. Dorn, Bremen-Horn 1948
- Gründungsschäden und ihre Ursachen. Die häufigsten Ausführungsfehler bei Gründungen an Hand zahlreicher Lichtbilder vor Augen geführt und erläutert (= Bautechnische Hefte der Bau- und Ingenieurschule der Hansestadt Bremen, Reihe 6: Erdbaumechanik und Grundbau, Heft 4). Industrie- und Handelsverlag W. Dorn, Bremen-Horn 1948
- Bauen: falsch und richtig. Druckhaus Tempelhof, Berlin 1950
- mit Georg Grabenhorst, Walther Wickop: Niedersächsische Gaststätten auf dem Lande. Wie sie sind und wie sie sein sollten. (= Merkblätter zur niedersächsischen Baupflege. Neue Folge 1). Hrsg. vom Niedersächsischen Heimatbund. Druck von Culemann, Hannover 1954; 2. Auflage 1956

## Archivalien
- Stadtarchiv Hannover, Personalakte Ludwig Damm
- Bundesarchiv RK/RSK II, I 73, Ludwig Damm: 24.9.1880, Antrag zur Aufnahme in die Reichsschrifttumskammer vom 17. September 1941.